# Tzadik
Pour le terme hébreu, voir Tsadik.
Tzadik est un label discographique indépendant américain, basé à New York.

## Histoire
Le label est fondé par le musicien et compositeur John Zorn en 1995. Résolument tourné vers l'avant-garde et la musique expérimentale, ce label a pour but avoué de permettre à des artistes venus du monde entier de s'exprimer en toute liberté (selon la page d'accueil du site officiel du label), mais aussi de racheter les droits d'anciens enregistrements devenus rares afin de les rendre à nouveau faciles d'accès.
Tzadik a publié plus de 400 albums composés par des artistes entre autres de jazz, de musique bruitiste, de klezmer, de rock expérimental, de composition expérimentale, de world music, d'improvisation libre...

## Séries
Les productions du label se répartissent en différentes séries :
- Archival Series ne se compose que d'enregistrements de Zorn. Bon nombre consistent en des rééditions de disques auparavant sortis sur d'autres labels, mais la série comprend aussi ses travaux en musiques de films et ses enregistrements antérieurs à 1973
- 50th Birthday Celebration Series inclut 11 albums enregistrés lors des nombreux concerts joués en septembre 2003 au Tonic de New York en célébration du cinquantième anniversaire de Zorn
- Composer Series comprend la musique de Zorn conçue pour des ensembles classiques et de nombreux autres artistes contemporains
- Radical Jewish Culture Series réunit des productions de musique juive contemporaine
- New Japan Series se compose de musique underground japonaise
- Film Music Series comprend des bandes originales composées par d'autres musiciens
- Key Series présente divers artistes et projets d'avant-garde
- Lunatic Fringe Series réunit des productions ne rentrant pas dans le champ des catégories précédentes

Tzadik sort également des éditions spéciales de CD, DVD, livres et t-shirts. Depuis 1998,  l'artiste graphique Heung-Heung « Chippy » Chin conçoit l'artwork des productions du label.

## Artistes produits
Parmi les artistes publiés par Tzadik, on peut citer :
- Aaron Alexander
- Derek Bailey
- Cyro Baptista
- Bar Kokhba Sextet
- Steven Bernstein
- Paul Brody
- Rob Burger
- Uri Caine
- Charming Hostess
- Jacques Coursil
- Davka
- Death Ambient
- Dave Douglas
- IvRim
- Jewlia Einseberg
- Erik Friedlander
- Fred Frith
- Satoko Fujii
- Eyvind Kang
- Kayo Dot
- Derek Keller
- Koby Israelite
- Korekyojin
- David Krakauer
- Krakow Klezmer Band
- Steve Lacy
- Bill Laswell
- Okkyung Lee
- Pierre-Yves Macé
- Masada
- Melt-Banana
- Misha Mengelberg
- Merzbow (pour Sphere par exemple)
- Ikue Mori
- Naked City
- Painkiller
- Zeena Parkins
- Harry Partch
- Mike Patton
- Rabinical School Dropout
- Radar
- Rashanim
- Medeski, Martin and Wood
- Ted Reichman
- Marc Ribot
- Kletka Red
- Ruins
- Jamie Saft
- Wadada Leo Smith
- Tim Sparks
- Synapse
- Tatsuya Yoshida
- Time of Orchids
- Wadada Leo Smith
- Zakarya
- John Zorn